# Slöjsiljor
Slöjsiljor (Ammi) är ett släkte i familjen flockblommiga växter.

## Arter
Släktet har tre accepterade arter:
- Ammi majus (slöjsilja)
- Ammi seubertianum
- Ammi trifoliatum